# Іванов Андрій Андрійович (Герой РФ)
Андрій Андрійович Іванов (рос. Андрей Андреевич Иванов; 23 червня 1989 — 6 березня 2022, Київська область, Україна) — російський офіцер, капітан ЗС РФ. Герой Російської Федерації.

## Біографія
Закінчив Благовєщенську гімназію № 25. В 2006/10 роках навчався в Далекосхідному вищому командному училищі, після закінчення якого був призначений командиром взводу 155-ї окремої бригади морської дивізії. Учасник інтервенції в Сирію. З 24 лютого 2022 року брав участь у вторгненні в Україну, командир десантно-штурмової роти своєї бригади. Загинув у бою. 17 червня був похований в Благовєщенську.

## Нагороди
Отримав численні нагороди, серед яких:
- Медаль Суворова
- Медаль «Учаснику військової операції в Сирії»
- Медаль «За участь у військовому параді в День Перемоги»
- Звання «Герой Російської Федерації» (2022, посмертно) — «за мужність та героїзм, проявлені під час виконання військового обов'язку.»